# Avicularia avicularia variegata
Avicularia avicularia là một phân loài nhện trong họ Theraphosidae.
Loài này thuộc chi Avicularia. Avicularia avicularia variegata được Frederick Octavius Pickard-Cambridge miêu tả năm 1896.

## Hình ảnh

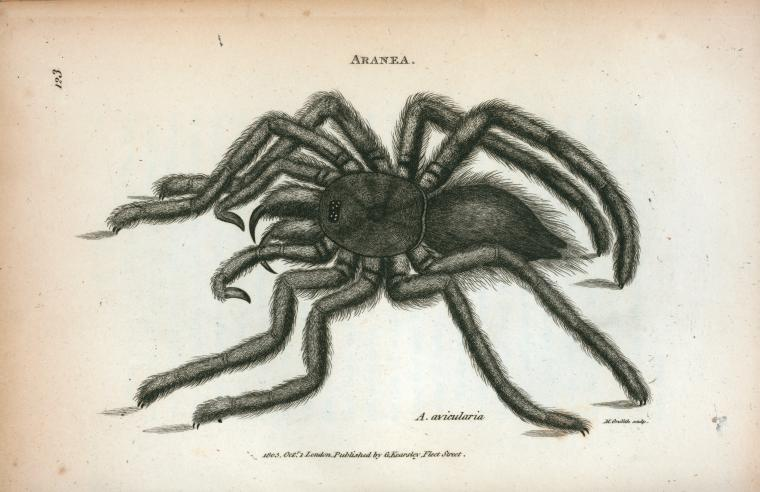
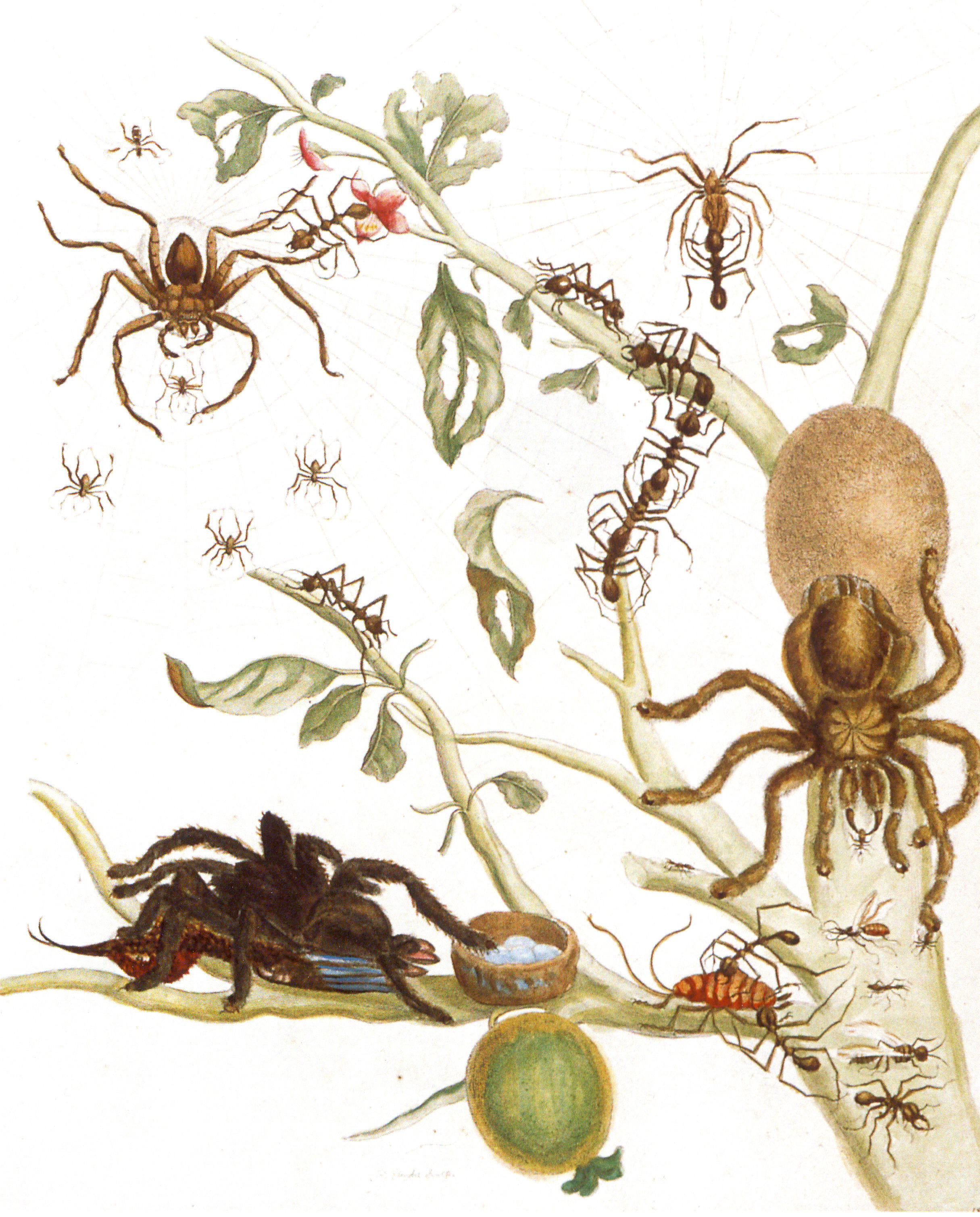
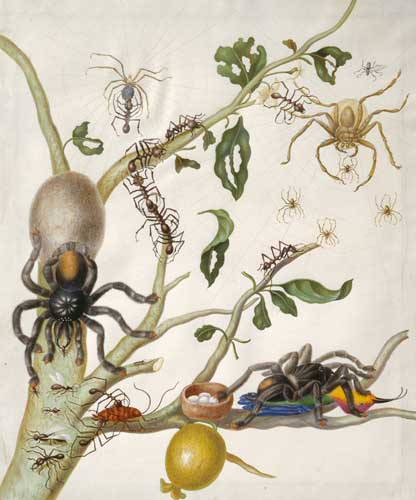